# 勒卡里
勒卡里是羅馬尼亞的城鎮，位於該國南部，距離首府特爾戈維什泰40公里，由登博維察縣負責管轄，面積78.94平方公里，海拔高度131米，2009年人口6,631，大多數居民信奉東正教。
44°38′N 25°44′E / 44.633°N 25.733°E